# Deutsche Bank
50° 6′ 50″ N 8° 40′ 7″ E / 50.11389° С; 8.66861° И
Дојче банк ( , (изговорⓘ), Немачка банка) је немачка глобална компанија која се бави банкарством и финансијским услугама. Седиште банке је у Дојче банк торњевима близанцима у Франкфурту. Има више од 100.000 запослених у преко 70 држава, и велико присуство у Европи, Северној и Јужној Америци, региону Азије и Пацифика и другим тржиштима. 2009, Дојче банк је била највећи трговац валутама на свету, са тржишним уделом од 21%. Дојче банка је била део STOXX Europe 50 берзанског индекса али је уклоњена из индекса 8. августа 2016.

## Историја
Дојче банка је основана у Берлину 1870, као банка специјализована за спољашњу трговину. Статут банке је усвојен 22. јануара 1870, а 10. марта 1870. јој је влада Пруске издала банкарску дозволу. У статуту је велики нагласак стављен на међународне послове: 
Циљ компаније је да спроводи банкарски посао у свим облицима, конкретно да промовише и олакшава трговинске односе између Немачке, других европских држава и прекоморских тржишта.
Међу оснивачима су били Георг Сименс чији је рођак био Вернер фон Сименс (оснивач компаније Сименс), Аделберт Делбрик и Лудвиг Бамбергер. Пре оснивања Дојче банке, немачки увозници и извозници су зависили од енглеских и француских банкарских институција на светским тржиштима, што је представљало озбиљан хендикеп јер је немачки новац био готово непознат у међународној трговини, не претерано цењен и размењиван по неповољнијем курсу у односу на енглески и француски новац.